# Javokhir Sidikov
Javokhir Sidikov (ur. 8 grudnia 1996) – uzbecki piłkarz występujący na pozycji pomocnika w drużynie FK Qo‘qon 1912.

## Kariera klubowa
Karierę rozpoczynał w Paxtakorze Taszkent. W pierwszym zespole stołecznego klubu rozegrał jednak tylko 2 spotkania, więc zdecydował się na przenosiny do FK Qo‘qon 1912. Gra w tym klubie od sierpnia 2016 roku. Przez ten czas zdążył już w 69 meczach strzelić 11 bramek dla tego klubu.

## Kariera reprezentacyjna
Sidikov zadebiutował w reprezentacji Uzbekistanu 27 marca 2018 roku w przegranym spotkaniu 2:0 z reprezentacją Maroka. Znalazł się w kadrze Uzbekistanu na Puchar Azji 2019 - rozegrał podczas tego turnieju 4 spotkania. W jednym z nich - w meczu z reprezentacją Turkmenistanu - strzelił swoją pierwsza bramkę w narodowych barwach.
Stan na 3 lutego 2019
| Reprezentacja | Rok     | Mecze | Bramki |
| ------------- | ------- | ----- | ------ |
| Uzbekistan    | 2018    | 7     | 0      |
| Uzbekistan    | 2019    | 4     | 1      |
| Ogólnie       | Ogólnie | 11    | 1      |